# El tesoro (telenovela)
El tesoro es una telenovela colombiana, producida por Caracol Televisión en 2016. Está protagonizada por Juliette Pardau y Sebastián Caicedo, junto a Alina Lozano, Julio Pachón, Lorna Cepeda y  Carlos Vergara, con las actuaciones estelares de Margalida Castro, Kepa Amuchastegui, Álvaro Bayona, Ana María Kamper, Juan Sebastián Quintero y con la participación infantil de Michael Steven Henao.
Esta producción logra recuperar el horario de las 10 p. m. a Caracol después de haberlo perdido desde finales de 2014. Caracol la consideró como el éxito del 2016 y la convocó junto con La niña y la esclava blanca, para hacer parte de importantes eventos audiovisuales en el mundo.[cita requerida]

## Sinopsis
Una divertida historia para toda la familia que cuenta la vida de dos familias vecinas: Los Murcia (Santandereanos) y los Otero (Costeños), quienes han tenido las mejores relaciones hasta que un día se pelean, y por cosas del destino, ese mismo día ocurre un suceso inesperado: los Murcia descubren en su patio un tesoro, el cual es una estatua gigante que está enterrada en el patio de las dos familias. A partir de ese momento comenzará una serie de intentos fallidos por tratar de desenterrarlo, dando paso a un sinnúmero de situaciones entretenidas y también dramáticas.
En medio de sus odiseas por alcanzar el tan ansiado tesoro, las dos familias descubrirán que hay cosas más importantes que el dinero a las que por largos años no han prestado la suficiente atención.

## Personajes
- Juliette Pardau — Jenny Murcia Ruiz
- Sebastián Caicedo — Manuel Otero Cubillos/Dangond Cubillos
- Alina Lozano — Judith Ruiz de Murcia
- Julio César Pachón — Silvio Murcia
- Lorna Cepeda — Nazly Cubillos Rebollo de Otero
- Carlos Vergara — Efraín Otero
- Margalida Castro  Adela de Otero
- Erick Cuéllar — Richard Murcia Ruiz
- Vivian Ossa — Luz del Sol Otero Cubillos
- Ana Wills - Sara Bermejo
- Jacques Toukhmanian - Sebastián Holguin
- Susana Posada - Doctora Cecilia Zuleta
- Alberto Borja - Jacobo Otero
- Ana María Arango - Carola Vda. de Suescún
- Paula Estrada - Rocío, amiga de Jenny
- Matías Maldonado - Felipe Franco

## Actuaciones Especiales
- Jorge Hugo Marín - Alberto Torres
- Epifanio Arévalo - Dr. Herbert Téllez, «científico colombiano»
- Alberto Saavedra - Padre Javier
- Jenny Lara - «Oficial»
- Bayardo Ardila - Abogado Martínez
- Jorge Sánchez Salsa - «Asaltante»
- Pablo Salazar - Rafael Monzon, «Detective»
- Taijy Kaido - Mister Cam
- Juan Sebastián Quintero - Santiago Devia
- Fernando Arango  - Vargas, «Guardia de la cárcel»
- Michael Steven Henao - Nicolás Holguin Zuleta
- Juan José Aguirre -  «El Flaco»
- Ismael Barrios - Padre Gabriel
- Alexandra Restrepo - Rosaura Cubillos Rebollo
- Ricardo Riveros - Productor del Canal 5
- Gustavo Navarro  - Anibal Bermejo
- Ana Soler - María Nela de Dangond
- Mónica Uribe - Maritza Benítez
- Nestor Alfonso Rojas - Arnulfo
- Jose Rojas - Rafael Dangond
- Rodolfo Silva - "«El Mudo»
- Gabriel Ochoa - Henry Duque
- Alejandro Gutiérrez - Dr Alfonso Pinzon
- Kepa Amuchastegui - Dr. Matias Holguin †
- Margalida Castro - Doña Adela de Otero †
- Ana María Kamper - Beatriz
- Álvaro Bayona - Francisco Suescún

## Premios  y nominaciones

### Premios Tvynovelas
| Año  | Categoría                            | Nominado     | Resultado |
| ---- | ------------------------------------ | ------------ | --------- |
| 2017 | Mejor actor de reparto de telenovela | Julio Pachón | Nominado  |